# Porto Martins
Porto Martins es una freguesia portuguesa perteneciente al municipio de Praia da Vitória, situado en la Isla Terceira, Región Autónoma de Azores. La freguesia se encuentra a 1 m s. n. m. Fue desmembrada de la vecina freguesia de Cabo da Praia, el 9 de mayo de 2001, a través del Decreto Legislativo Regional n.º 11/2001/A, de 26 de junio del Parlamento Azoriano.